# Rubens Valeriano
Rubens Valeriano, né le 14 août 1979 à São Pedro da União, est un cycliste brésilien spécialiste de VTT cross-country. Il termine 24e de l'épreuve olympique 2012.

## Palmarès en VTT

### Championnats panaméricains
- 2010
  -  Médaillé d'argent du championnat panaméricain de cross-country
- 2011
  -  Médaillé de bronze du championnat panaméricain de cross-country

### Jeux sud-américains
- Santiago 2014
  -  Médaillé d'argent du cross-country

### Championnats nationaux
- 2009
  - 3e du championnat du Brésil de cross-country
- 2010
  - 2e du championnat du Brésil de cross-country
- 2011
  -  Champion du Brésil de cross-country
- 2012
  -  Champion du Brésil de cross-country
- 2013
  - 3e du championnat du Brésil de cross-country
- 2016
  - 2e du championnat du Brésil de cross-country